# ローマ劇場 (ヴェローナ)

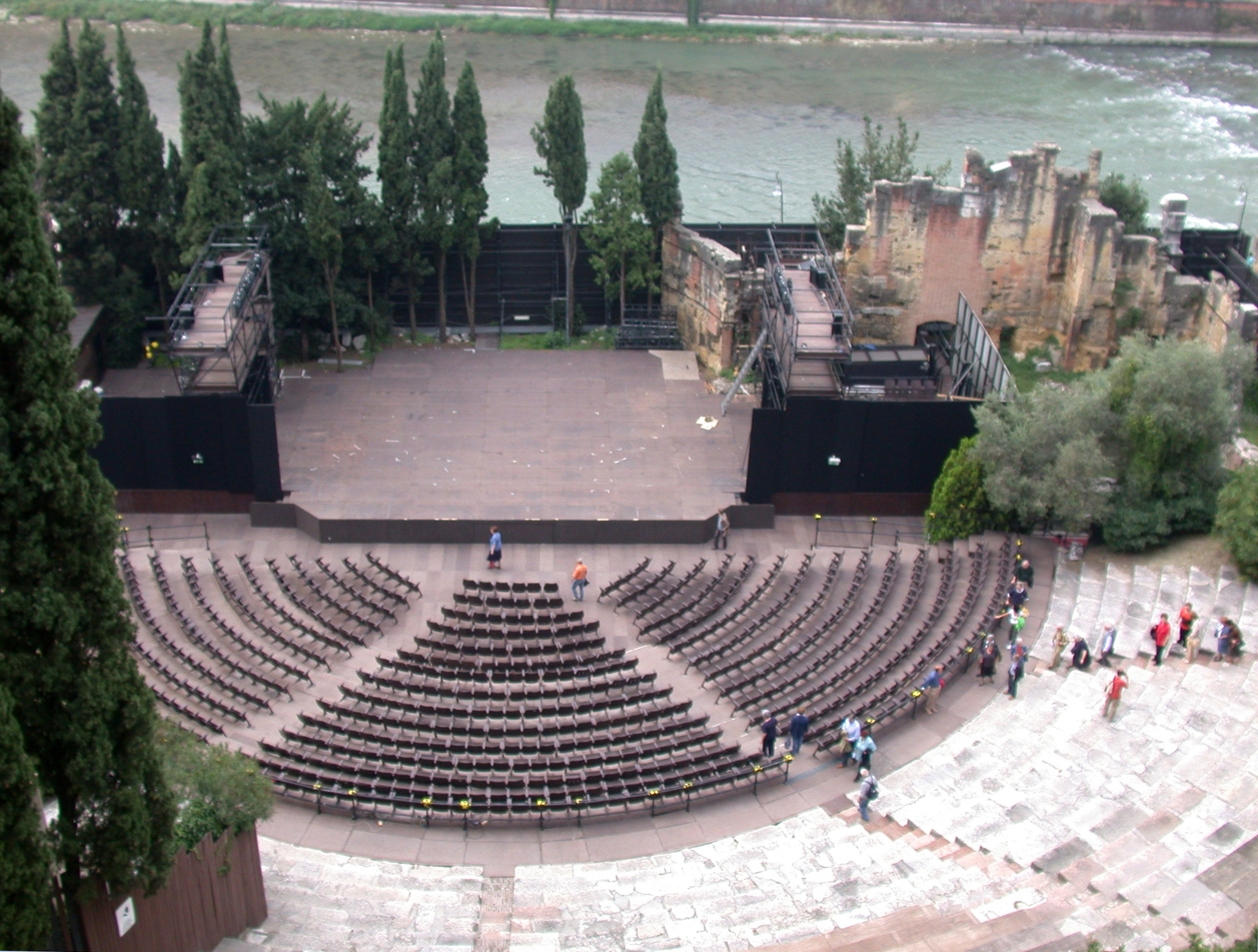
ヴェローナのローマ劇場

ヴェローナのローマ劇場（イタリア語: Teatro Romano di Verona, 英語: Roman theatre of Verona）は、イタリアのヴェローナにある古代ローマ時代に造られたローマ劇場。旧市街の北東端に位置し、アディジェ川に架かるピエトラ橋を渡った対岸にある。
ヴェローナ円形闘技場が建てられるより前の紀元前1世紀末に、アディジェ川左岸に面したサン・ピエトロの丘(イタリア語版)の斜面に造られた。中世になると、劇場を形作っていた石材は殆ど全てが持ち去られ、劇場があった場所の上には別の建物が建てられていた。19世紀になり、地元の豪商であるAndrea Mongaによって発掘が開始されて、その後ヴェローナ市の遺跡調査事業によって発掘が続けられた結果、現在見られる姿となった。

## アクセス
- ATVバス（市バス） Via S.Stefanoバス停またはLungadige S. Giorgioバス停が至近
- ヴェローナ・ポルタ・ヌオーヴァ駅の北東約2.5km